# Крестьянінов Василь Іванович
Василь Іванович Крестьянінов (4 квітня 1906, село Єльтесуново, тепер Собінського району Владимирської області, Російська Федерація — 1 листопада 1979, місто Москва, Російська Федерація) — радянський і профспілковий діяч, голова Верховної ради Російської РФСР. Депутат Верховної ради Російської РФСР 3—7-го скликань. 

## Життєпис
Трудову діяльність розпочав у 1921 році столяром на будівництвах у Москві. З 1928 року — слюсар, майстер, начальник дільниці Московського 1-го державного автомобільного заводу імені Сталіна.
Член ВКП(б) з 1932 року.
Був на комсомольській роботі. З 1935 року неодноразово обирався секретарем партійних організацій низки цехів 1-го державного автомобільного заводу імені Сталіна.
У 1937 році без відриву від виробництва закінчив технікум, а потім комуністичний вуз при Пролетарському районному комітету ВКП(б) міста Москви.
З 1939 року — секретар партійного комітету 1-го державного автомобільного заводу імені Сталіна в Москві. Під час німецько-радянської війни виконував відповідальні доручення пов'язані з обороною міста. Працював головним державним інспектором з торгівлі міста Москви.
У березні 1945 — травні 1949 року — голова виконавчого комітету Пролетарської районної ради депутатів трудящих міста Москви.
У 1949—1955 роках — голова Московської міської ради професійних спілок.
У 1955—1957 роках — голова Московської обласної ради професійних спілок.
У 1957—1968 роках — голова Московської міської ради професійних спілок.
Обирався членом президії ВЦРПС, членом Генеральної ради всесвітньої федерації профспілок, заступником голови Московського комітету захисту миру.
4 квітня 1963 — 11 квітня 1967 року — голова Верховної ради Російської РФСР.
З 1968 по 1 листопада 1979 року — голова Партійної колегії при Московському міському комітеті КПРС.
Помер 1 листопада 1979 року. Похований на Новодівочому цвинтарі Москви.

## Звання
- майор

## Нагороди
- орден Леніна (2.04.1966)
- орден Жовтневої Революції (25.08.1971)
- орден Вітчизняної війни І ст. (1947)
- три ордени Трудового Червоного Прапора (1944, 1957,)
- медаль «За оборону Москви»
- медалі